# Koky Bonilla
Jorge Luis Bonilla Montoya (Lima, 22 de noviembre de 1967) es un músico, autor, compositor, guitarrista y cantante peruano, líder y fundador de la banda peruana Afrodisíaco.
A la fecha ha lanzado ocho producciones discográficas con su banda Afrodisiaco. Coctel de Mordiscos, Vasos & Besos, Por las Ramas, Nada está Perdido, Esta Noche, LOVE, Vamos por más y Afrodisiaco&Friends.

Su estilo musical combina géneros como el rock, reggae, funk, latin, balada melódica y fusión.

## Biografía

### Inicios
Jorge Luis Bonilla Montoya nació en Lima el 22 de noviembre de 1967, estudió primaria y secundaria en el Colegio SS.CC. Recoleta.
Desde el colegio demostró habilidades para el futbol jugando en los campeonatos de Adecore, jugó para el Lawn Tennis, luego pasó a ligas menores del Municipal y entró finalmente al Club Universitario de Deportes, siempre fue titular en el equipo, hasta los 18 años en el que se enfermó de hepatitis, lo que lo obligó a dejar el deporte y empezó a interesarse por la música siendo su primer instrumento una guitarra de palo.

### 1986 - 1996: Primeras bandas
En el verano de 1986 por una pequeña temporada unos amigos músicos de su Colegio SS.CC. Recoleta se juntan para hacer una banda al cual llamaron "Buss", los hermanos Rivas, Uli (Guitarra) y Coqui (Bajo) junto con Alfonso Fernández (Batería), le pasan la voz para que cante unas canciones y esa idea despierta en él la inquietud en la música, tocaron en el Salón Comunal, el parque y en la casa del baterista, siempre para los amigos y el barrio pero, eso fue suficiente para despertar su pasión por la música.
En 1987 forma su primera banda "Scala Bb", haciendo referencia al acorde Si bemol, que era la nota de su primer tema «Falso Intelectual» que entró al Ranking de Radio America en septiembre de 1988, la banda estaba integrada por Koky Bonilla (guitarra y voz), Hochi Orrillo (bajo), Sammy Rojas (batería) y Charlie André Figueroa (teclados). Al año siguiente grabaron en el Estudio Amigos los temas «La Chica Del Autobús» y «Falso Intelectual», este último estuvo en la programación y en el ranking de la semana de Radio América FM y en el Funky Hitscon.
En 1989, pasa a formar parte de la banda de Hard Rock "Handrea", que era integrada por Alfonso "Drums" Rivera (Batería), Gustavo Rivadeneyra (Bajo), Walter Ledesma (Guitarra), Koky Bonilla (Guitarra) y Pancho (Voz). koky solo tocaba la guitarra y cantaban covers tributo a Iron Maiden, siendo su show más relevante en la plaza central de Barranco y compartiendo escenario con "Los Inocentes" que sería el grupo antesala de lo que es hasta la fecha Mar de copas.
En 1990 fue convocado por la banda "Sucesos" de los hermanos Carlos y Eduardo Gordillo, donde se dedicó a la primera guitarra, presentando su show en el "Tarot pub" lugar de la escena del Rock peruano, donde tocaban las bandas como Arena Hash, Miki González, Nina Mutal, etc. De las noches de estos shows, el líder de la banda de Hard Rock "Sacra" lo invita a probarse como guitarrista líder y coros de un nuevo proyecto que luego de un año se convertiría en "Los Ñaños".
En 1991, viaja a Salta, Argentina en donde se dedicó a la publicidad. Estando allá recibió las influencias de grupos del medio como Los Paralamas, Los Pericos, Los Fabulosos Cadillacs, Los Auténticos Decadentes, Los abuelos de la nada, etc. A fines de ese mismo año decide retornar al Perú, donde tuvo contacto con unos amigos, siendo llamado a integrar al mando de la guitarra el grupo "Los Ñaños", de Jano Torres que junto con Fernando Torres (Weregen) ambos Ex- SACRA y Gustavo Coronel-Zegarra editaron en Iempsa su único álbum titulado Rock an Ron, el proyecto inicialmente se llamaba "Lixie", pero cambiaron de nombre porque el primer sencillo se llamó «El Ñaño» y al programador radial le gusto que el grupo se llamase como su tema pero en plural, quedando como el grupo "Los Ñaños", año y medio permanecieron juntos y posteriormente entró a otra etapa que lo ubicó con el baterista Gustavo Coronel-Zegarra y el bajo de Fernando Chávez en la banda "SANDUNGA" con la que destacaron dos temas «Moliendo Café» y «Borracho», editaron un álbum para el Sello Iempsa.

### 1997 - 1999: Creación de Afrodisiaco y su primer disco "Coctel de Mordiscos"
Transcurría el año 1997, y crecía su interés de ensamblar una banda de Rock con toques latinos, es por ello que inicia el proyecto de AFRODISÍACO tomando como punto de referencia a Koky, Gustavo y Fernando. Más tarde vendría el acople de varios músicos amigos comenzando una rigurosa selección de vientos, quedando Henry Chamorro en la trompeta, Johan Cortez en el saxo tenor y Luis vargas en el trombón; la guitarra de Renato Rojas ,Armando Espinoza en los teclados, complementaron un concepto que se recuesta en la percusión a cargo de Pipo Paz Soldán (congas, bongós y campanas).
En 1998 presentan su primer álbum Coctel de Mordiscos en DIN (Discos independientes) con Lalo Martins como mánager y representante, destacaron sus temas «Wayno» , «No me haces falta» , «Morir de Amor», la banda debuta el 15 de febrero de ese año junto al argentino Andrés Calamaro en un megaconcierto en la Playa El Silencio. Esta presentación sirvió para conseguir más shows en los pubs, bares y discotecas más importantes de Lima, así como participar en la programación de la Feria del Hogar.
En 1999 la banda se consolida como un combo latino con base rock, incluyendo la percusión, los instrumentos de viento, como el trombón, saxo y la trompeta. Teniendo presentaciones para abrir los shows de los Enanitos Verdes, Vilma Palma e Vampiros, Chichi Peralta, David Summers, Los Pericos , Auténticos Decadentes etc. A finales de ese año deciden afrontar un nuevo reto, su segunda producción discográfica.

### 2000 - 2001: Segundo disco "Vasos & Besos" y su primer hit "Date la Vuelta"
En el año 2000 entre escenarios, camerinos, ensayos y medios llega a Mega Entertainment con Samir Giha quien desde un primer momento cree en el material y concluyen en el studio quince canciones y aunque este disco es el segundo álbum, es el primero que entró con fuerza en la preferencia del público peruano. El primer sencillo promocional fue el tema «Date la vuelta» el cual recibió disco de platino y fue considerado como canción del año por varias emisoras. En el disco destacan también los temas «Corazón Malherido», «Bésame», «Salud!», «La Mamadera», entre otros en una presentación en el desaparecido “Hard Rock Café” de Lima, junto con Los Auténticos Decadentes. Esto originó que ambas bandas emprendieran una gira en conjunto por 8 ciudades del Perú. Su música ya se sentía en México, Chile, Ecuador, Colombia y Bolivia.

### 2002 - 2005: Tercer disco "Por las ramas"
En el 2002 firmó un contrato discográfico con Universal Music en Colombia, con el cual presenta su tercer álbum titulado Por las Ramas, empezaron a sonar en Colombia, Ecuador, Chile y Venezuela. Tiempo después la banda comparte escenario con Los Pericos de Argentina, una de sus más grandes influencias. Suenan en Bolivia y Chile. Participando en los festivales más importantes del país como el Festival Internacional de la Cerveza del Cusco, La FIA de Arequipa, El Gran Estelar de la Feria del Hogar por dos años consecutivos, así como presentaciones en todas las provincias del Perú.
Ese mismo año recibe el Disco de Platino por las altas ventas de Vasos & Besos y realizan un concierto en el Jockey Plaza junto a David Summers (Hombres G). Se asocian con el empresario argentino Esteban Manelli (exrepresentante de Vilma Palma E Vampiros), para realizar presentaciones por el interior del país junto a La Mosca Tsé-Tsé de Argentina.

### 2006-2012: Discos "Nada está perdido", "Esta noche", "Love" y Bandas sonoras para series y películas
En el 2006 presenta su cuarto álbum titulado Nada está perdido. Disco donde resalta la primera versión del tema «Donde está el amor», tema que fue utilizado más adelante dentro de la banda sonora de la serie Al fondo hay sitio, y luego vendrían más canciones de la banda que fueron incluidas en dicha serie. También colaboró en el programa nocturno de Red Global Ráfagas espectaculares, que condujo su padre.
Los peruanos residentes en el extranjero reclamaron la presencia de AFRODISIACO y el grupo realiza conciertos en Miami, New Jersey y Los Ángeles. Su salida al extranjero fue aprovechada para finalizar Esta noche, su nuevo disco.
En el 2008 presenta su quinto álbum titulado Esta noche junto al reconocido productor Manuel Garrido-Lecca, que fue grabado en los estudios Amigos de Lima y mezclado en el Kokopelli Studio de Miami por Keith Morrison. «Baila Negra», «Chicas Malas» y «Tan Solo Amigos» fueron los sencillos más fuertes de ese disco, llegando a sonar en varios programas de televisión, como "Qué buena raza", "1000 Oficios", "Así es la Vida", y en la película nacional "Días de Santiago". Ese mismo año graba junto a Juan Carlos Fernández la nueva versión del tema de la Serie Así es la Vida.
A partir del año 2009 su música es considerada en la serie televisiva Al Fondo hay Sitio, canciones como «Mi Error» (número uno en Bolivia , Ecuador y Perú, siendo la más sonada en su género), «El Tiempo», «Un Loco Amor», «El Platanazo», entre otras que fueron un éxito y mantuvieron en vigencia ante el público a la banda. Pero la balada «Dónde está el amor» fue la que llegó a ser número uno en las radios románticas, llegando así a un nuevo público para el grupo. Un año más tarde, se edita el álbum Love, disco que recopila todos los hits sonados en los programas de televisión.
Comparten conciertos con diversos artistas internacionales, como Vilma Palma E Vampiros, Julieta Venegas, Café Tacvba, Vicentico y Los Rabanes;

### 2013-2016: "Vamos por más" y "Afrodisiaco & Friends"
Mientras que en el 2015 se edita el disco “Afrodisiaco & Friends”, donde participan músicos nacionales y extranjeros: Los Ajenos y Los Rabanes de Panamá, Raúl Romero, Leslie Shaw, Anna Carina, Laguna Pai, Jorge Pardo y La Malandra. Algunas de esas canciones lograron ser incluidas en las series de Michelle Alexander, gracias a la producción musical de Juan Carlos Fernández. Ese mismo año lanza el videoclip de su tema "Delirar" con la participación de la modelo Claudia Abusada.

### 2017-presente: "El festejo de la vida"
En 2017 se inicia la preproducción de un nuevo álbum en el estudio El Techo junto a Amadeo Gaviria, uno de los productores más reconocidos del país. De esas sesiones se han dejado escuchar varias canciones, como el tema «Mi Verdad», compuesto y dirigido por Koky Bonilla y que tiene como invitado especial al cantante Pelo D´Ambrosio,  a su vez grabaron el videoclip de dicho tema teniendo como modelo a Rosángela Espinoza bajo la cámara y dirección de Gustavo Benites Misari, y la edición y postproducción estuvieron en manos de Jhoel Caro Flores. El sencillo fusiona folclore nacional con pop-rock. “Te tengo que olvidar”, una cumbia junto a Los Auténticos Decadentes de Argentina, también es producto de esa sesión.
En el 2018 grabaron sencillos para películas como No me digas solterona y en series de televisión como De Vuelta al Barrio y Ojitos hechiceros Temp.1 y Temp.2. El grupo no estuvo ajeno a la celebración por la clasificación de la Selección Peruana de Fútbol al Mundial Rusia 2018 y grabó la canción «Vamos Perú» presentado en junio de ese mismo año.
El 2019 La banda decidió grabar un nuevo disco y elegir varios sencillos. Con una formación renovada, la banda es integrada por Joel Flores (teclados), Percy Zevallos (bajo), Gary Zevallos (batería), Johan Cortez (saxo) y Marco Ginocchio (percusión), en abril de ese mismo año presentan su último videoclip de la serie Señores papis con el tema «Dame un poco mas».
El 19 de julio estrenó el sencillo «Los amores se van» que se encuentran dentro del género pop balada, escrita por Percy Zevallos. El 17 de agosto de ese mismo año acompañó en un concierto a los Auténticos Decadentes en su presentación en Lima, como artista invitado.
El 30 de septiembre de ese mismo año se presentó en el Estadio Monumental en el pre estelar antes del Superclásico del fútbol peruano que es el partido que disputan el Club Alianza Lima y el Club Universitario de Deportes en homenaje a Percy Rojas, cantando los temas «Garra Crema» y «Vamos la U».
El 22 de noviembre, presenta su último sencillo «El festejo de la vida», tema que grabó junto a La Mosca Tsé Tsé y Los Ajenos.

## Discografía

### Álbumes
- 1998 – Cóctel de mordiscos
- 2000 – Vasos & besos
- 2002 – Por las ramas
- 2006 – Nada esta perdido
- 2008 – Esta noche
- 2010 – Love
- 2013 – Vamos por más
- 2015 – Afrodisiaco & friends

### Colaboraciones
- 2008 - «Mi casa el Perú» (con Varios artistas APDAYC)
- 2011 - «Oyarce corazón» (con Varios artistas APDAYC)
- 2013 - «Una sola voz» (con Varios artistas APDAYC)
- 2017 - «Levantate Perú» (con Varios artistas APDAYC)[21]

### Sencillos
- 1998 - «Vivir sin ti»
- 2000 - «Bésame»
- 2000 - «Corazón Malherido»
- 2000 - «La Mamadera»
- 2000 - «Date la vuelta»
- 2002 - «Amigos»
- 2007 - «Tan solo amigos»
- 2009 - «Una noche más»
- 2010 - «No te enamores otra vez»
- 2012 - «Mi error»
- 2012 - «Dónde está el amor»
- 2013 - «El tiempo»
- 2015 - «Solamente tú»
- 2015 - «Mi verdad»(con Pelo d'Ambrosio)
- 2016 - «Te tengo que olvidar»
- 2018 - «Eres una diosa»
- 2019 - «Dame un poco más»
- 2019 - «El festejo de la vida»(con La Mosca Tsé-Tsé y Los Ajenos)

## Filmografía
| Videoclips Oficiales | Videoclips Oficiales                     | Videoclips Oficiales |
| Año                  | Canción                                  | Notas |
| -------------------- | ---------------------------------------- | --- |
| 2000                 | «Date la vuelta»                         | Tema que es parte del disco Vasos & Besos que recibió disco de platino y fue el primer hit de la banda.                                                |
| 2000                 | «Corazón Malherido»                      | Grabado por Rafo Arbulú en Mega Studio en el Año 1999 y Remasterizado por Cesar Callirgos en Soma-Audio                                                |
| 2000                 | «Besame»                                 | Grabado por Rafo Arbulú en Mega Studio en el Año 1999 y Remasterizado por César Callirgos en Soma-Audio                                                |
| 2001                 | «La Mamadera»                            | Ese tema fue hecho inicialmente a pedido por una empresa peruana de cerveza.                                                                           |
| 2003                 | «Tan solo amigos»                        | |
| 2003                 | «Baila Negra»                            | Grabado en Estudio Amigos por Saul Cornejo y mezclado en Kokopelli (Miami) por Keith Morrisom                                                          |
| 2003                 | «Solo buscame»                           | Grabado en Estudio Amigos por Saúl Cornejo y mezclado en Kokopelli (Miami) por Keith Morrisom                                                          |
| 2004                 | «Corazoncito ven»                        | |
| 2006                 | «Nada está perdido»                      | Grabado y Mezclado en Mixer por Armando Espinoza y producido por Koky Bonilla                                                                          |
| 2006                 | «Tu que sabes del amor»                  | Grabado y Mezclado en Mixer por Armando Espinoza y producido por Koky Bonilla                                                                          |
| 2006                 | «Muy cerca de mí»                        | |
| 2007                 | «Una noche mas»                          | Producido y Dirigido por Juan Manuel Torres-Solari Injoque y director de Fotografía: Alfredo Ludeña                                                    |
| 2009                 | «Te llevaré»                             | Director del videoclip Armando Masias. Grabado y Mezclado en Mixer por Armando Espinoza y producido por Koky Bonilla                                   |
| 2009                 | «Donde estas»                            | Grabado y Mezclado en la Fabrica por Julio Jauregui y producido por JC Fernández                                                                       |
| 2010                 | «Mi error»                               | Producido por 4 punto 10 producciones. Enero 2010, Punta Hermosa, Lima - Perú                                                                          |
| 2011                 | «Donde está el amor»                     | Grabado y Mezclado en Mixer por Armando Espinoza y versión Bachata en el Techo Studio por Amadeo Gaviria                                               |
| 2012                 | «A donde»                                | Grabado y Mezclado en la Fábrica por Julio Jauregui y producido por JC Fernández, con la participación de la actriz Areliz Benel                       |
| 2013                 | «Maravillosa»                            | Grabado y Mezclado en Mixer por Armando Espinoza y producido por Koky Bonilla                                                                          |
| 2013                 | «Quiero solamente tu amor»               | Director del videoclip Armando Masias. Grabado y Mezclado en Mixer por Armando Espinoza y producido por Koky Bonilla                                   |
| 2013                 | «El amor está, pero viene y va»          | |
| 2014                 | «Un loco amor»                           | Director del videoclip Armando Masias. |
| 2014                 | «Que siga el baile»                      | Grabado y Mezclado en "El Techo" Studio por Amadeo Gaviria y producido por Koky Bonilla y Amadeo Gaviria                                               |
| 2015                 | «Delirar»                                | Con la participación de la modelo Claudia Abusada |
| 2016                 | «Seguir un sueño»(con Los Rabanes)       | Grabado y Mezclado en el Pulpo Stereo por Julio Jauregui y producido por Juancarlos Fernández y Koky Bonilla                                           |
| 2017                 | «Te tengo que olvidar»(con Cucho Parisi) | Grabado en El Techo' por Amadeo Gaviria y en Buenos Aires por Martín Román en 'Del Sol Estudio', el mastering se hizo en Hit Makers por Aldo Ghilardi. |
| 2018                 | «Mi verdad»(con Pelo d'Ambrosio)         | Con la participación de la modelo Rosangela Espinoza                                                                                                   |
| 2019                 | «Dame un poco mas»                       | Con la participación de Pelo d'Ambrosio, Víctor Hugo Dávila, Tracy Freundt, el actor Junior Silva en el videoclip                                      |

| Bandas sonoras - Películas | Bandas sonoras - Películas | Bandas sonoras - Películas |
| Película                   | Canción                    | Fecha de estreno           |
| -------------------------- | -------------------------- | -------------------------- |
| Días de Santiago           | «Date la vuelta»           | 30 de septiembre de 2004   |
| Días de Santiago           | «La Mamadera»              | 30 de septiembre de 2004   |
| A los 40                   | «Así te quiero yo»         | 1 de mayo de 2014          |
| La peor de mis bodas       | «Corazón malherido»        | 22 de septiembre de 2016   |
| La peor de mis bodas       | «Cerca de tí»              | 22 de septiembre de 2016   |
| No me digas solterona      | «Nos volvemos a ver»       | 29 de marzo de 2018        |
| No me digas solterona      | «Maldito amor»             | 29 de marzo de 2018        |
| Utopía                     | «Date la vuelta»           | 27 de septiembre de 2018   |
| Un matrimonio inesperado   | <Besame> <Un loco amor>    | 2023                       |

| Bandas sonoras - Series de Televisión | Bandas sonoras - Series de Televisión                                                             | Bandas sonoras - Series de Televisión | Bandas sonoras - Series de Televisión |
| Serie de Televisión                   | Canción                                                                                           | Fecha de emisión                      |                                       |
| ------------------------------------- | ------------------------------------------------------------------------------------------------- | ------------------------------------- | ------------------------------------- |
| Taxista Ra Ra                         | «Muevelo»                                                                                         | 1998 - 2000                           |                                       |
| Taxista Ra Ra                         | «Vivir sin tí»                                                                                    | 1998 - 2000                           |                                       |
| Taxista Ra Ra                         | «No hace falta»                                                                                   | 1998 - 2000                           |                                       |
| Mil oficios                           | «Besame»                                                                                          | junio de 2001 - mayo de 2004          |                                       |
| Mil oficios                           | «Corazón Malherido»                                                                               | junio de 2001 - mayo de 2004          |                                       |
| Mil oficios                           | «Date la vuelta»                                                                                  | junio de 2001 - mayo de 2004          |                                       |
| Qué buena raza                        | «Amigos»                                                                                          | mayo de 2002 - febrero de 2003        |                                       |
| Qué buena raza                        | «Me marea»                                                                                        | mayo de 2002 - febrero de 2003        |                                       |
| Qué buena raza                        | «La Mamadera»                                                                                     | mayo de 2002 - febrero de 2003        |                                       |
| Qué buena raza                        | «Corazón Malherido»                                                                               | mayo de 2002 - febrero de 2003        |                                       |
| Qué buena raza                        | «Date la vuelta»                                                                                  | mayo de 2002 - febrero de 2003        |                                       |
| Qué buena raza                        | «Por las ramas»                                                                                   | mayo de 2002 - febrero de 2003        |                                       |
| Así es la vida                        | «Así es la vida»                                                                                  | marzo de 2004 - noviembre de 2008     |                                       |
| Así es la vida                        | «Baila Negra»                                                                                     | marzo de 2004 - noviembre de 2008     |                                       |
| Así es la vida                        | «Chicas malas»                                                                                    | marzo de 2004 - noviembre de 2008     |                                       |
| Así es la vida                        | «Esta noche»                                                                                      | marzo de 2004 - noviembre de 2008     |                                       |
| Así es la vida                        | «Una noche más»                                                                                   | marzo de 2004 - noviembre de 2008     |                                       |
| Al fondo hay sitio                    | «Dónde está el amor»                                                                              | marzo de 2009 - noviembre de 2016     |                                       |
| Al fondo hay sitio                    | «El tiempo»                                                                                       | marzo de 2009 - noviembre de 2016     |                                       |
| Al fondo hay sitio                    | «No te enamores otra vez»                                                                         | marzo de 2009 - noviembre de 2016     |                                       |
| Al fondo hay sitio                    | «Mi error»                                                                                        | marzo de 2009 - noviembre de 2016     |                                       |
| Al fondo hay sitio                    | «Un loco amor»                                                                                    | marzo de 2009 - noviembre de 2016     |                                       |
| Al fondo hay sitio                    | «La innombrable»                                                                                  | marzo de 2009 - noviembre de 2016     |                                       |
| Al fondo hay sitio                    | «A dónde»                                                                                         | marzo de 2009 - noviembre de 2016     |                                       |
| Al fondo hay sitio                    | «Solamente tú>                                                                                    | marzo de 2009 - noviembre de 2016     |                                       |
| Al fondo hay sitio                    | «Una noche más»                                                                                   | marzo de 2009 - noviembre de 2016     |                                       |
| Al fondo hay sitio                    | «Chicas malas»                                                                                    | marzo de 2009 - noviembre de 2016     |                                       |
| Al fondo hay sitio                    | «Tengo todo lo que quiero»                                                                        | marzo de 2009 - noviembre de 2016     |                                       |
| Al fondo hay sitio                    | «Maravillosa»                                                                                     | marzo de 2009 - noviembre de 2016     |                                       |
| Al fondo hay sitio                    | «Te llevaré»                                                                                      | marzo de 2009 - noviembre de 2016     |                                       |
| Al fondo hay sitio                    | «Lo mueves»                                                                                       | marzo de 2009 - noviembre de 2016     |                                       |
| Yo no me llamo Natacha                | <Donde estás> <Te llevaré>                                                                        | enero de 2011 - enero de 2012         |                                       |
| Mi amor el wachimán                   | <No te enamores otra vez> <Seguir un sueño> <Tan solo amigos>                                     | octubre de 2012 - octubre de 2014     |                                       |
| Vacaciones en Grecia                  | «Maldito Amor»                                                                                    | enero de 2013 - marzo de 2013         |                                       |
| Vacaciones en Grecia                  | «Eres una Diosa»                                                                                  | enero de 2013 - marzo de 2013         |                                       |
| Cholopowers                           | <Que siga el baile>                                                                               | diciembre de 2013 - enero de 2014     |                                       |
| Valiente amor                         | <Quedarme contigo>                                                                                | marzo de 2016 - julio de 2016         |                                       |
| Mis tres Marías                       | «Te recuerdo»                                                                                     | julio de 2016 - noviembre de 2016     |                                       |
| Mis tres Marías                       | «Mujer de fuego»                                                                                  | julio de 2016 - noviembre de 2016     |                                       |
| Mis tres Marías                       | «Seguir un sueño»                                                                                 | julio de 2016 - noviembre de 2016     |                                       |
| Mis tres Marías                       | «Solo quiero olvidarte»                                                                           | julio de 2016 - noviembre de 2016     |                                       |
| De vuelta al barrio                   | «Buscandote» <Maldito Amor> <El festejo de la vida> <Cúrame> <Nada está perdido> <Eres una Diosa> | mayo de 2017 - diciembre de 2021      |                                       |
| Ojitos hechiceros Temp.1 y Temp.2     | «Donde estás»                                                                                     | febrero de 2018 - marzo de 2019       |                                       |
| Ojitos hechiceros Temp.1 y Temp.2     | «Lo mueves»                                                                                       | febrero de 2018 - marzo de 2019       |                                       |
| Ojitos hechiceros Temp.1 y Temp.2     | «Tan solo amigos»                                                                                 | febrero de 2018 - marzo de 2019       |                                       |
| Señores papis                         | «Dame un poco más»                                                                                | marzo de 2019 - julio de 2019         |                                       |
| Mi Vida sin ti                        | <Que siga el baile> <Consuelo>                                                                    | octubre de 2020 - noviembre de 2020   |                                       |
| Luz de Luna                           | <Consuelo>                                                                                        | julio de 2021 - septiembre de 2023    |                                       |
| Maricucha Temp.1 y Temp.2             | <Que siga el baile> <Solo de ti> <No puedo alejarme de ti> <Lo mueves> <Tan solo amigos>          | enero de 2022 - abril de 2023         |                                       |
| Al fondo hay sitio                    | «La más bella» <La más bella> (versión balada)                                                    | junio de 2022 - presente              |                                       |
| Perdóname                             | <Que siga el baile>                                                                               | septiembre de 2023 - presente         |                                       |

## Espectáculos
| Conciertos seleccionados | Conciertos seleccionados                              | Conciertos seleccionados | Conciertos seleccionados                | Conciertos seleccionados                          |
| Año                      | Título                                                | Fecha                    | Lugar                                   | Notas                                             |
| ------------------------ | ----------------------------------------------------- | ------------------------ | --------------------------------------- | ------------------------------------------------- |
| 1998                     | Rock en el silencio                                   | 15 de febrero            | Playa el silencio                       | Junto con Andrés Calamaro                         |
| 1998                     | Rock Nacional                                         | julio                    | Auditorio Feria del Hogar               | Junto a artistas nacionales                       |
| 1999                     | 70 años Cartavio                                      | -                        | Estadio Mansiche, Trujillo              | Junto con Chichi Peralta                          |
| 1999                     | Hamilton Rock                                         | -                        | 7 ciudades del Perú                     | Junto a Gian Marco                                |
| 1999                     | Rock Nacional                                         | julio                    | Auditorio Feria del Hogar               | Junto a artistas nacionales                       |
| 2000                     | Festival de la Cerveza Arequipeña                     | -                        | Jardín de la Cerveza Arequipa, Arequipa | Junto a artistas nacionales e internacionales     |
| 2000                     | Festival de la Cerveza Cuzco                          | -                        | Cuzco                                   | Junto a artistas nacionales e internacionales     |
| 2000                     | Muelle Uno con los Enanitos Verdes                    | -                        | Muelle Uno                              | Junto a Los Enanitos Verdes                       |
| 2001                     | Concierto David Summers                               | -                        | Jockey Plaza                            | Junto a David Summers                             |
| 2001                     | Concierto Los Autenticos Decadentes                   | -                        | Hard Rock Café                          | Junto a Los Auténticos Decadentes                 |
| 2001                     | Concierto Los Pericos                                 | -                        | Hard Rock Café                          | Junto a Los Pericos                               |
| 2002                     | Festival del Sol con La Mosca Tsé-Tsé                 | -                        |                                         | Junto a La Mosca Tsé-Tsé                          |
| 2002                     | Concierto Los Pericos                                 | -                        | Mr. Frogs, Lima                         | Junto a Los Pericos                               |
| 2013                     | Exporock Cusco 2013                                   | 5 de julio               | Jardín de la Cerveza                    | Junto a Julieta Venegas, Amén y Jhovan Tomasevich |
| 2019                     | Autenticos decadentes, Fiesta Nacional MTV Unplugged. | 17 de agosto             | Plaza Arena                             | Invitado especial                                 |

## Premios y reconocimientos
- 2001 - AFRODISIACO Disco de Platino por las ventas del Disco "Vasos & Besos" por Mega Entertainment.

- 2007, «Date la vuelta» - Premio Joya musical por el Apdayc (Asociación de autores y compositores)

- 2008 Diploma de honor por su destacada actividad autoral.

- 2010, «Date la vuelta» - Premio Joya musical por el Apdayc (Asociación de autores y compositores)

- 2010, «La Mamadera» - Premio Esmeralda musical por el Apdayc (Asociación de autores y compositores)

- 2012, «Baila Negra» - Premio Joya musical por el Apdayc (Asociación de autores y compositores)

- 2012, «Mi Error» - Premio Diamante musical por el Apdayc (Asociación de autores y compositores)

- 2013, «Donde está el amor» - Premio Diamante musical por el Apdayc (Asociación de autores y compositores)

- 2013 Diploma de honor, defensor de los derechos de autor APDAYC , noviembre de 2013.

- 2013 Musa de Uranio - APDAYC, Reconocimiento a su trayectoria artística.[28]

- 2014 Musa de Uranio - APDAYC, Reconocimiento a su trayectoria artística.[29]

- 2016, «Donde está el amor» - Premio Rubí musical por el Apdayc (Asociación de autores y compositores)

- 2016 482° Aniversario de Fundación Española "Jauja primera capital del Perú", por sus 18 años de trayectoria musical coadyuvando a la difusión de la cultura peruana.

- 2017 Event Perú Los Peruanos en el Extranjero, por su excepcional generosidad y dedicación al servicio comunitario.

- 2019, «Muevelo» - Premio Diamante musical por el Apdayc (Asociación de autores y compositores)

- 2019 Peruvian Parade Inc. 33 Anniversary, celebrado el 28 de julio en New Jersey. Reconocimiento por su participación en el gran desfile peruano y presentación artística por el 198° Aniversario del Perú.[30]

- 2019 Premios y recordatorios APDAYC para los autores y compositores de canciones con motivo al mundial de fútbol "Rusia 2018". Reconocimiento a su composición «Vamos Perú».[31]